# Guichelheil
Guichelheil (Anagallis) is een geslacht van planten dat in de 23e druk van de Heukels geplaatst wordt in de sleutelbloemfamilie (Primulaceae). Merk op dat moderne taxonomen het geslacht vaak plaatsen in de familie Myrsinaceae.

## Soorten
Er zijn enkele tientallen soorten, waarvan de volgende (onder)soorten in Nederland voorkomen:
- Anagallis arvensis
  - Blauw guichelheil (Anagallis arvensis subsp. foemina)
  - Rood guichelheil (Anagallis arvensis subsp. arvensis)
- Teer guichelheil (Anagallis tenella)

De soorten zijn klein en hebben helderrode of blauwe bloemen. De planten bloeien van mei tot de herfst. De bloemen gaan uitsluitend open als de zon schijnt.
Een selectie van soorten voor de tuin:
- Anagallis caerulea: ongeveer 5 cm hoog, blauwe bloemen, lichtgroene bladeren, winterhard, eenjarig.
- Anagallis caerula 'Rubra': idem, maar met rode bloemen.
- Anagallis linifolia: circa 30 cm hoog, vaste plant, niet geheel winterhard, bloeit van juni tot september met blauwe bloemen.

Guichelheil heeft een vrij vochtige grond nodig om goed te groeien, het liefst op kalkrijke bodem.

## Herkomst van de naam
Guichel is een afgeleide vorm van het niet meer gebruikte woord guich dat gekte betekent. Heil betekent genezing. De plant werd vroeger gebruikt bij de behandeling van psychoses en hondsdolheid.

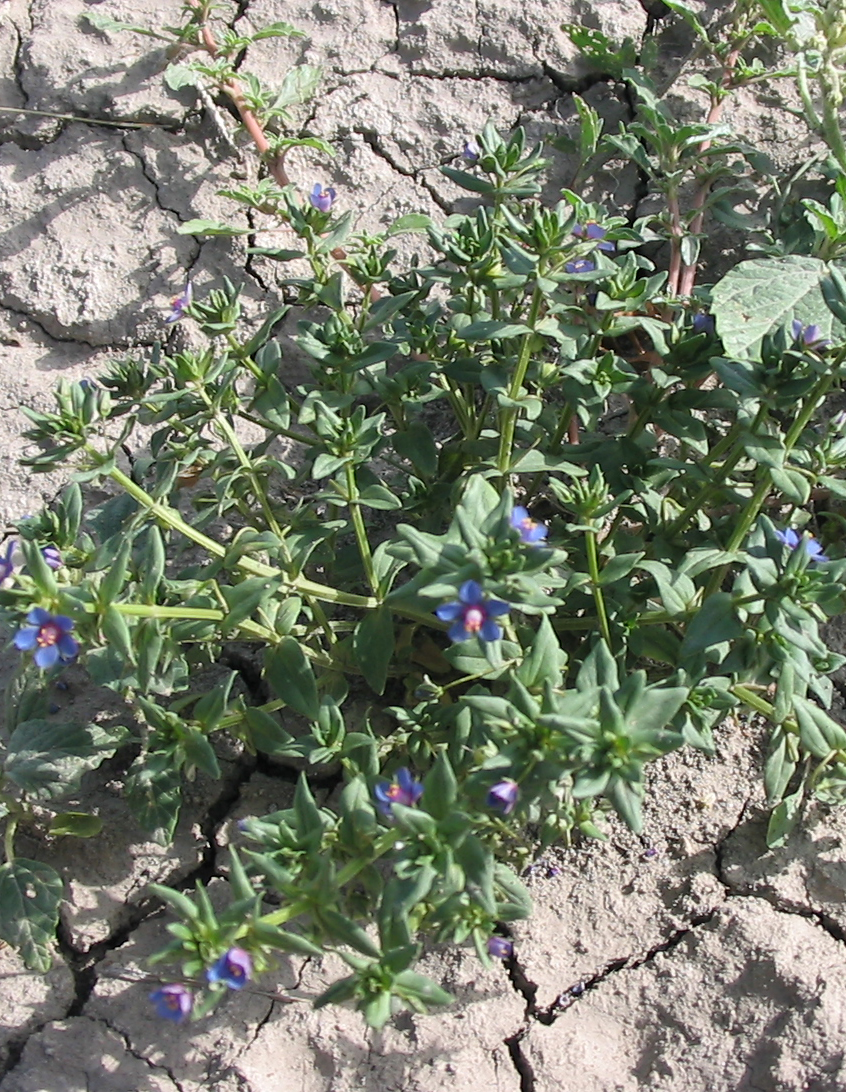
Blauw guichelheil
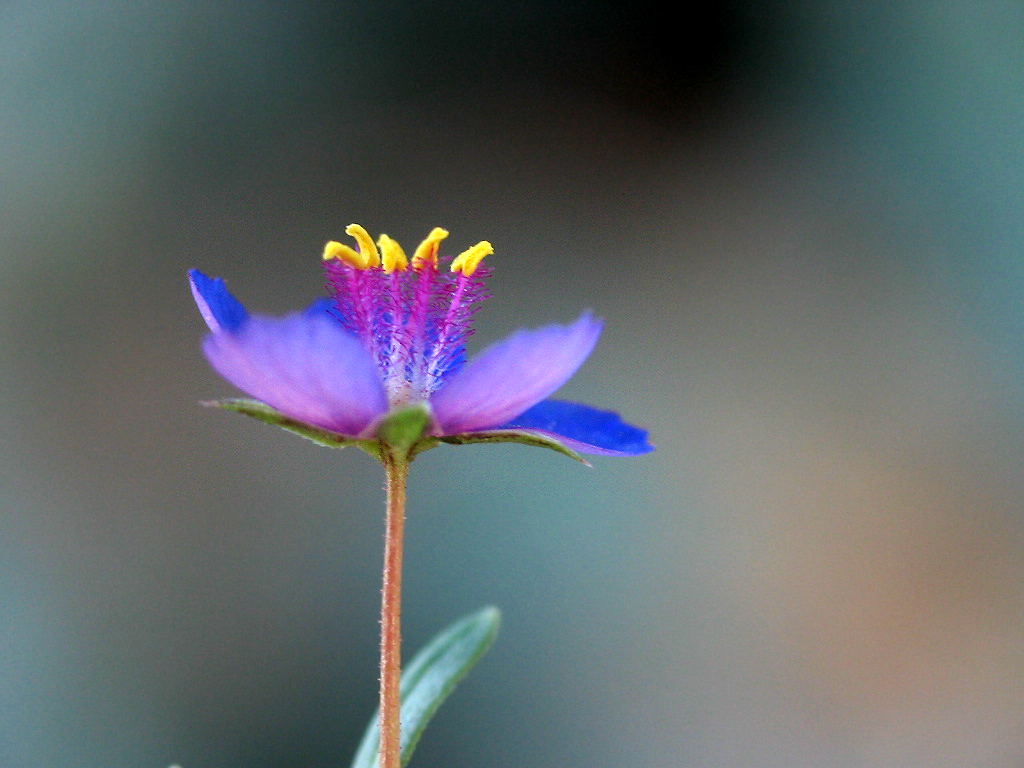
Blauw guichelheil
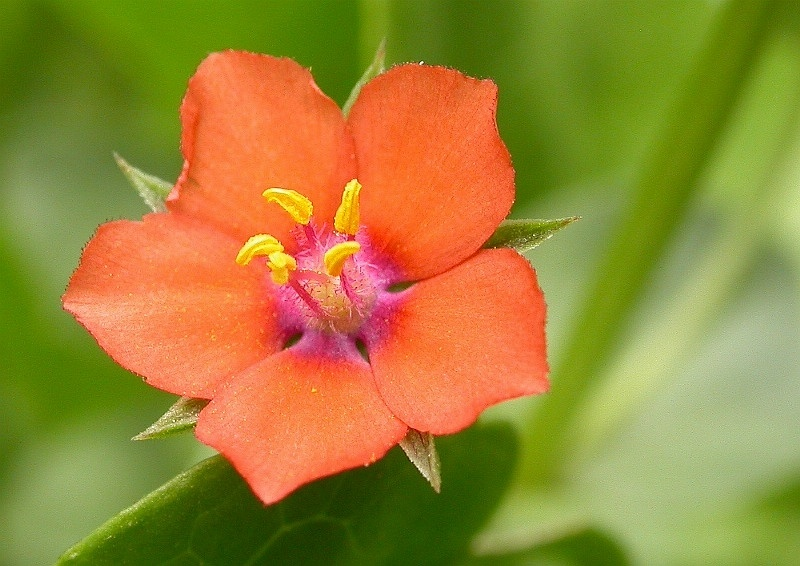
Rood guichelheil
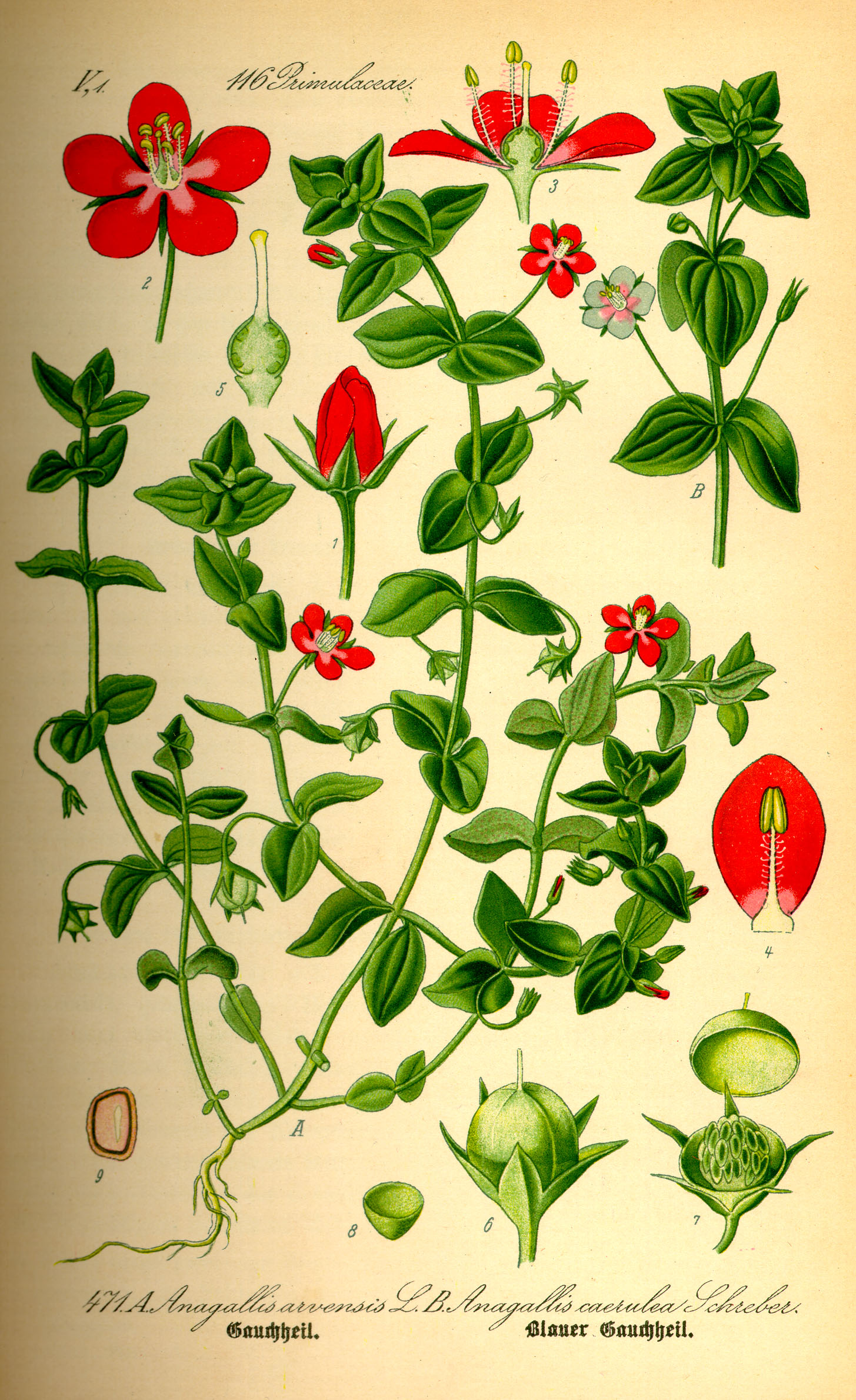
Anagallis caerulea

## Trivia
In 1998 kwam guichelheil voor in het Groot Dictee der Nederlandse Taal.